# John Stuart Mill
John Stuart Mill (20. května 1806 Londýn, Velká Británie – 8. května 1873 Avignon, Francie) byl anglický filosof, empirik, politický ekonom a liberální politik.
Mezi jeho nejvýznamnější díla patří O svobodě (1859), Úvahy o vládě ústavní (1861) a Utilitarismus (1863). Zasadil se o význam psychologie v systému věd. Zabýval se též národohospodářskou politikou. Svým myšlením ovlivnil fabiánskou školu. Měl značný vliv i na T. G. Masaryka i jeho ženu Charlottu Garrigue.

## Biografie

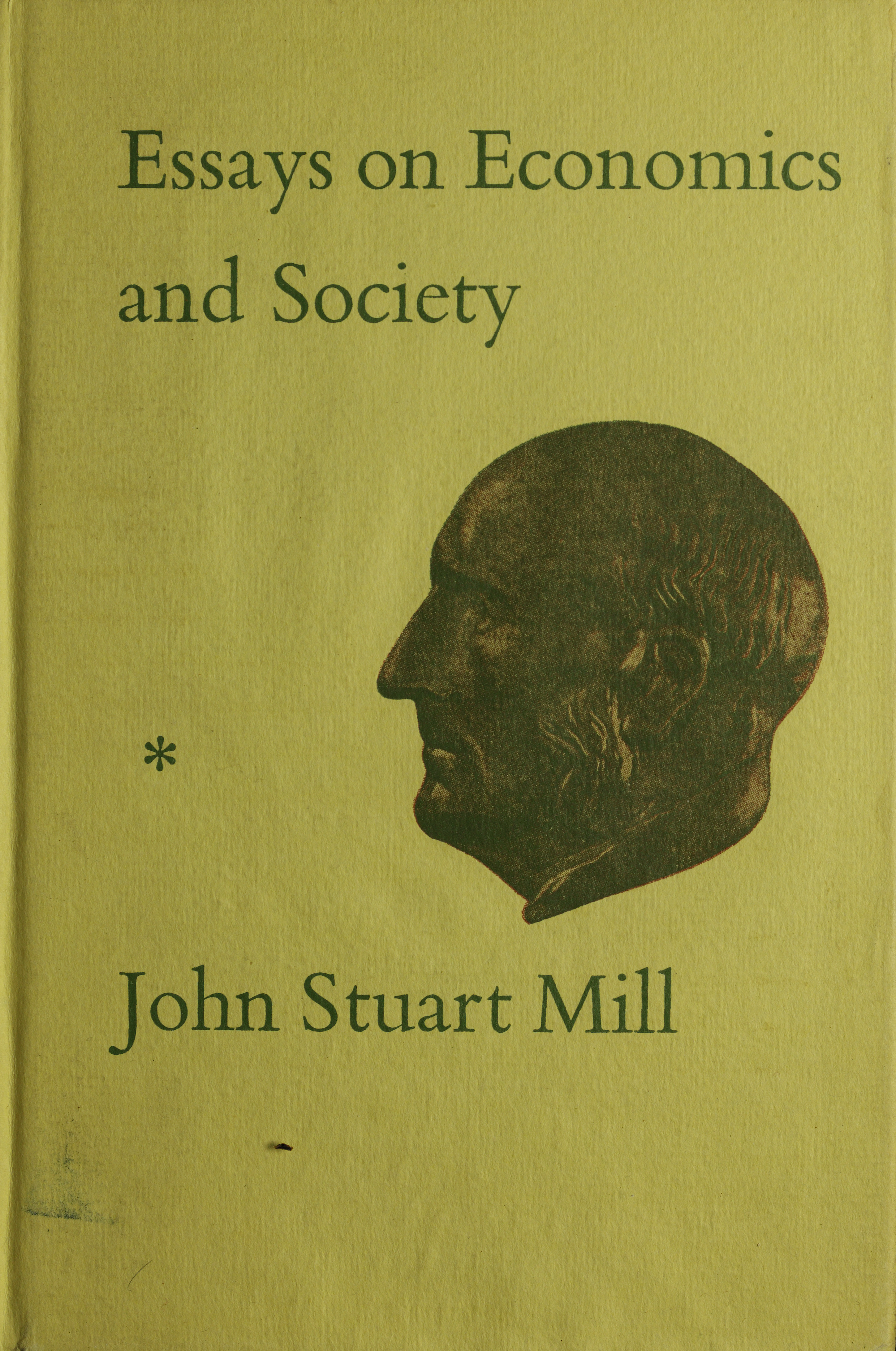
Essays on economics and society, 1967

Jeho otcem byl benthamovský utilitarista a klasický ekonom James Mill. Ten kladl velký důraz na vzdělání. Již od tří let byl John Stuart Mill vzděláván v řečtině, v sedmi letech četl Homéra, Platona a Thúkydida. K tomu se začal učit latinsky a základům matematiky a přírodních věd. V pozdějším věku ho otec zasvětil do filosofie, logiky a ekonomie. Ve dvanácti letech s otcem pracoval na edici pětisvazkového Benthamova díla. Následkem se v patnácti letech psychicky zhroutil. Po návratu z léčení na jihu Francie založil diskuzní klub Utilitarian Society. Jeho přetrvávající duševní problémy mu nedovolily dokončit studium práv.
V letech 1827 až 1857 byl zaměstnán jako úředník Východoindické společnosti. Díky tomuto zaměstnání se stal nezávislým na svém otci. Začal se věnovat poezii a stýkání s přáteli. Význam v jeho přerodu od rozumového utilitarismu k zapojení citů měla jeho budoucí žena Harriet Taylorová, se kterou se seznámil roku 1830, vzal si ji ale až roku 1851 po smrti jejího prvního manžela Johna Taylora. Na základě jejich korespondence lze předpokládat, že měla na Millovo myšlení nemalý vliv.
Posledních třicet let svého života věnoval psaní politických, ekonomických a filosofických textů na bázi sociálního liberalismu. Ačkoli Mill v mnohém zachovával a rozvíjel tehdejší konvenční ekonomické uvažování, mnohé jeho myšlenky byly poměrně originální: přimlouval se za redistribuci bohatství státem, ovšem s minimem byrokracie – formou nepodmíněného příjmu všem občanům. Namísto myšlenky trvalého hospodářského růstu předkládal myšlenku růstu stacionárního. Nadto zpochybňoval soukromé vlastnictví přírodních zdrojů a byl propagátorem družstevnictví – v roce 1852 se zasadil o přijetí prvního britského družstevního zákona, jenž v upravené podobě stále platí.
V letech 1865–1868 byl poslancem Dolní sněmovny a rektorem na skotské Univerzitě v St. Andrews. Po roce 1868 se s rodinou přestěhoval do francouzského Avignonu.

## Dílo a myšlení

### První díla (1843–1858)
Po osamostatnění se se začal věnovat studiu nových filosofických směrů v podobě utopického socialismu a pozitivismu. Svůj utilitarismus tím proměnil na sociální liberalismus. Současně odmítl benthamovskou dedukci a za základ poznání označil indukci. To popsal ve svém prvním díle Systém deduktivní a induktivní logiky (1843), ve kterém zrelativizoval poznání. Ve svém dalším díle Principy politické ekonomie (1848) reagoval na ekonomii Adama Smithe. Mill označil práci za zboží, a nikoliv vlastnictví, jak to činil Smith. Současně poukázal na to, že svobodný trh obohacuje jen část společnosti. Mill tím považoval za nutné ohlížet se na sociální situaci dělníků. Obě jeho díla sloužila jako učebnice na univerzitách.

### O svobodě (1859)
Roku 1859 napsal své nejznámější dílo esej O svobodě, ve kterém hájil liberální pojetí svobody, které považoval za nejvyšší hodnotu člověka. Tedy svobody od státu a donucování. Věřil, že míra svobody je relativní a lze se v ní zdokonalovat. Dále zde rozvíjel svobodu slova a shromažďování, a také individualismus. Současně však klade důraz na hodnotu altruismu. Každý jedinec má dle Milla právo na svobodu slova a shromažďování, a to i když se ve svém postoji mýlí, což umožňuje jeho pojetí pravdy, kterou chápe jako relativní. V otázce odpovědnosti tvrdil, že člověk není odpovědný společnosti ve svých výlučných záležitostech, ale je odpovědný v otázkách společenských. Podstatu změny ke svobodné společnosti neviděl ve změně politické vlády, ale v kulturním povznesení společnosti samotné. Při psaní eseje mu byli inspirací Johann Wolfgang von Goethe a Wilhelm von Humboldt.

### O vládě ústavní (1861)
V tomto díle popsal svou ideální podobu politického systému. Tvořil ho v kontextu britského politického systému 19. století. Za základ považoval pluralitní zastupitelskou demokracii, ve které budou zastoupeny všechny společenské segmenty, a to díky všeobecnému volebnímu právu se zmnoženým a veřejným hlasováním. Dle Milla by měl mít možnost volit si zástupce každý občan, který splní čtyři podmínky, za prvé je svéprávný, za druhé má ukončené základní vzdělání, za třetí platí přímé daně a za čtvrté nepobírá farní podporu. Mill věřil, že volit mohou jen lidé s alespoň minimální mírou vzdělání, lidé, kteří se přímo podílejí na státním rozpočtu a kteří nežijí z veřejných dávek, ale vydělávají si v zaměstnání. Zmnožené hlasovací právo pojal ve smyslu udělení dvou hlasů pro absolventy univerzit, jelikož se obával, že by vzdělanostní elity byly utlačovány méně vzdělanými masami. Veřejné hlasování prosazoval kvůli transparentnosti voleb.
Za ideální volební systém považoval návrh předložený poslancem Thomasem Harem, který představil možnost, ve které ve většinovém systému občané vybírají kandidáty z libovolných obvodů tak, aby měli v Parlamentu zástupce svých názorů a nejen svého obvodu. Současně zastával myšlenku pouze jedné komory Parlamentu, a to dolní komory, tedy shromáždění. Horní komora, v podobě senátu voleného z politických a vzdělanostních elit, dle něj může být užitečná jen ve federacích, kde slouží jako rovný zástupce zemí.

### Další eseje (1861–1876)
Roku 1859 vydal Myšlenky o parlamentní reformě. Mezi jeho další díla patří Esej o poddanství žen (1869), ve kterém upozorňuje na nerovné postavení žen a podporuje jejich emancipaci, či Tři eseje o náboženství (1874). Roku 1873 vydal svou autobiografii. Jeho posledním, a nedokončením dílem byla kniha Kapitoly o socialismu, ve které varoval před nebezpečím státního dirigismu a intervencionismu, a také před plánovaným hospodářstvím. Za to si vysloužil kritiku od Karla Marxe.

## Významná díla
- A System of Logic (1843)
- Essays on Some Unsettled Questions of Political Economy (1844)
- The Principles of Political Economy (1848)
- A Few Words on Non-intervention (1859)
- On Liberty (1859), (česky vydáno jako: O svobodě, Ottovo nakladatelství, 1913)
- Considerations on Representative Government (1861), (česky vydáno jako: Úvahy o vládě ústavní, Svoboda, 1992)
- Utilitarianism (1863)
- The Subjection of Women (1869)(česky: O poddanství žen)
- Autobiography of John Stuart Mill (1873)
- Three Essays on Religion (1874)
- On Social Freedom (nedokončeno)

### Překlady do češtiny
- MILL, John Stuart. Poddanství žen (původním názvem: The Subjection of Women). Praha: Vydavatelstvo "Časopisu českého studentstva", 1890.